# ECW One Night Stand 2006
ECW: One Night Stand 2006 è stato un evento in pay-per-view prodotto dalla World Wrestling Entertainment, il primo appartenente al neo-nato roster della ECW. L'evento si è svolto l'11 giugno 2006 all'Hammerstein Ballroom di New York.

## Storyline
Il 2 aprile, a WrestleMania 22, Rob Van Dam vinse il Money in the Bank Ladder match, conquistando la valigetta che gli avrebbe garantito un'opportunità titolata da sfruttare entro un anno. Nella puntata di Raw del 22 maggio il WWE Champion John Cena sconfisse Chris Masters e, nel post match, Van Dam annunciò che avrebbe incassato il suo Money in the Bank contract in un'occasione speciale, quando le regole si sarebbero fatte "estreme": a ECW One Night Stand. In seguito Van Dam colpì Cena con una Van Daminator. Nella puntata di Raw del 5 giugno Van Dam e Cena firmarono il contratto per tale incontro.
Nella puntata di SmackDown! del 22 giugno il General Manager della ECW Paul Heyman annunciò che il World Heavyweight Champion Rey Mysterio aveva accettato la sfida titolata di Sabu per ECW One Night Stand. Prima del 9 giugno, inoltre, Heyman aveva dichiarato che Mysterio voleva lasciare SmackDown! per unirsi alla ECW ma, in realtà, questo non era vero e Mysterio rifiutò l'offerta di Heyman. Quella stessa sera Mysterio affrontò Finlay ma, durante il match, Sabu intervenne a sfavore di Mysterio, dando la vittoria a Finlay. Nel post match, inoltre, Sabu colpì Mysterio con uno Springboard legdrop su un tavolo.
A WrestleMania 22, Edge sconfisse Mick Foley in un duro Hardcore match. Nella puntata di Raw del 1º maggio, durante il Cutting Edge, Foley annunciò di volere un rematch, questa volta però sotto forma di Triple Threat match con l'aggiunta di Tommy Dreamer. Nella puntata di Raw dell'8 maggio, durante tale incontro, Foley effettuò un turn heel attaccando Dreamer e, con l'aiuto di Edge, ottenne la vittoria. Nella puntata di Raw del 15 maggio Foley ed Edge attaccarono Dreamer ma, in suo soccorso, giunse anche Terry Funk che venne tuttavia brutalmente attaccato. Nella puntata di Raw del 22 maggio Foley riesumò il soppresso WWE Hardcore Championship e autoproclamandosi detentore di tale cintura assieme ad Edge; in quel momento giunse Paul Heyman, General Manager del neo-nato brand ECW che annunciò che a ECW One Night Stand Dreamer e Funk avrebbero affrontato Edge e Foley in un Extreme Rules Tag Team match. Poco prima dell'incontro, però, venne annunciato che l'incontro avrebbe avuto anche l'aggiunta di Beulah McGillicutty dalla parte di Dreamer e Funk e Lita dalla parte di Edge e Foley.

## Evento

### Match preliminari
Il primo match dell'evento fu tra Tazz e Jerry Lawler. In quello che fu uno "squash match" (durato appena 35 secondi), Tazz vinse per KO tecnico dopo che costrinse Lawler alla resa in seguito all'applicazione della Tazzmission.
Il match seguente fu tra Kurt Angle e Randy Orton. Dopo che Angle finì per sbaglio contro un paletto di sostegno del ring, Orton controllò gran parte del match. Dato che Orton stava continuamente applicando una rear choke ai danni di Angle, il pubblico presente all'interno dell'arena iniziò ad intonare il coro "Boring!" (noioso) nei confronti dello stesso Orton. Angle colpì in seguito Orton con una serie di german suplex per poi eseguire su di lui la Angle Slam e schienarlo; tuttavia Randy si liberò al conteggio di due. Orton tentò poi di eseguire la RKO, ma Angle contrattaccò per poi rinchiudere Orton nella Ankle Lock e forzarlo alla sottomissione vincendo così il match.
Il terzo match vide i Full Blooded Italians (Little Guido e Tony Mamaluke) affrontare Super Crazy e Tajiri. Dopo che Guido spinse Crazy oltre una barricata di sicurezza posta all'esterno del ring, Mamaluke e lo stesso Guido eseguirono la Muscle Buster su Tajiri per vincere il match. Al termine dell'incontro, Big Show fece un'apparizione a sorpresa colpendo Mamaluke con un cobra clutch backbreaker per poi eseguire un big boot su Big Guido (guardia del corpo degli F.B.I.).
Il match successivo fu l'Extreme Rules match valevole per il World Heavyweight Championship tra il campione Rey Mysterio e lo sfidante Sabu. Il match iniziò con entrambi i wrestler che si attaccarono a vicenda con numerosi colpi di sedia d'acciaio. Sabu incominciò poi a controllare la contesa eseguendo l'Arabian Facebuster ed un triple jump moonsault ai danni di Mysterio. Successivamente Mysterio prese le redini del match colpendo Sabu con una seated senton attraverso un tavolo posto all'esterno del ring. Dopo un batti e ribatti, Sabu contrattaccò un secondo tentativo di seated senton da parte di Mysterio per poi posizionare quest'ultimo su di un altro tavolo posto all'esterno del quadrato. Sabu tento poi di eseguire un triple-jump somersault splash su Mysterio; tuttavia il campione si alzò in piedi sul tavolo prima che Sabu potesse connettere con la manovra. Sabu dovette dunque cambiare la mossa e, dato ciò, eseguì una DDT su Mysterio attraverso il tavolo, facendo così schiantare entrambi attraverso di esso. In seguito, anche se nessuno dei due si infortunò realmente, il Dr. Ferdinand Rios si presentò a bordo ring e dichiarò che nessuno dei due atleti poteva continuare il match, che terminò di fatto in un no-contest. Dato che il match terminò in no-contest, Mysterio mantenne il titolo.
Il quinto match della serata vide Edge, Mick Foley e Lita contrapposti a Terry Funk, Tommy Dreamer e Beulah McGillicutty in un Extreme Rules match. Durante il corso del match, Funk venne portato nel backstage dopo che Foley lo colpì ripetutamente alla fronte con l'ausilio del filo spinato. Funk tornò poi sul ring e colpì sia Foley che Edge con una mazza di filo spinato per poi darle fuoco. Dato che Foley si trovava sull'apron ring, Funk lo colpì con la mazza di filo spinato infuocata facendolo così cadere attraverso un tavolo ricoperto di filo spinato. In seguito a ciò, Dreamer e Funk presero le redini del match con Dreamer che colpì Edge con una DDT. Dreamer applicò poi una modified crossface su Edge sfruttando il filo spinato, ma Lita interruppe la presa di Dreamer; tuttavia Lita subì poi la Spicolli Driver da parte di Dreamer. Dopo che Dreamer eseguì la manovra ai danni di Lita, Edge sorprese Tommy aggrovigliandogli del filo spinato attorno al viso per poi colpirlo con un Inverted DDT. Beulah entrò sul ring per sincerarsi delle condizioni di Dreamer; salvo poi subire la Spear di Edge. Edge schienò poi Beulah per vincere il match per la propria squadra.
Il match seguente fu l'Extreme Rules match tra Balls Mahoney e Masato Tanaka. Mahoney controllò le fasi iniziali della contesa dopo aver lanciato una lattina di birra in faccia a Tanaka. In seguito Tanaka si portò in vantaggio dopo l'esecuzione di un superplex dalla terza corda del ring. Mahoney vinse il match dopo aver colpito Tanaka al volto con una numerosa serie di durissimi colpi di sedia d'acciaio.

### Match principali
Il main event fu l'Extreme Rules match per il WWE Championship tra il campione John Cena e lo sfidante Rob Van Dam. Il match fu in gran parte ricordato per il vasto numero di insulti che il pubblico presente nell'arena rivolse nei confronti di Cena. L'azione del match si spostò velocemente all'esterno del ring con Van Dam che si portò in vantaggio dopo aver eseguito un moonsault press ai danni di Cena. Dopo essere rientrati sul quadrato, Van Dam mise una sedia d'acciaio sullo stomaco di Cena per poi colpirlo con il Rolling Thunder. In seguito Cena riuscì a portarsi in vantaggio dopo che colpì Van Dam con una DDT sopra una sedia. Cena tentò poi di eseguire la F-U, ma Van Dam contrattaccò per poi appoggiare un tavolo ad un angolo del ring. Cena sorprese in seguito Van Dam rinchiudendolo nella STFU, da cui poi lo stesso Van Dam si liberò toccando le corde; tuttavia Cena si rifiutò di lasciare la presa di sottomissione e decise quindi di attaccare l'arbitro del match. Dopo che Cena eseguì un superplex su Van Dam per poi colpirlo con dei gradoni d'acciaio, un secondo arbitro (Nick Patrick) sostituì quello originale nella direzione dell'incontro. Cena tentò poi di eseguire la F-U su Van Dam però quest'ultimo si attaccò alle corde del ring e, dato ciò, Cena colpì Van Dam con la F-U lanciandolo fuori dal quadrato. Dopo che Cena gettò Van Dam all'esterno del ring, un individuo vestito da motociclista sorprese lo stesso Cena colpendolo con una Spear attraverso il tavolo (posizionato in precedenza da Van Dam). Codesto individuo si rivelò poi essere Edge (che avrebbe dovuto essere il contendente n°1 al WWE Championship per Vengeance), il quale mise KO anche l'arbitro Patrick. Approfittando dell'interferenza di Edge, Van Dam eseguì la Five Star Frog Splash su Cena; tuttavia nessun arbitro poteva contare lo schienamento. Dato ciò, Paul Heyman accorse sul ring e contò lo schienamento decisivo che diede la vittoria e la conquista del titolo a Van Dam andando, così, a chiudere l'evento.

## Risultati
| # | Incontri                                                                                | Stipulazioni                                                                              | Durata |
| - | --------------------------------------------------------------------------------------- | ----------------------------------------------------------------------------------------- | ------ |
| 1 | Tazz ha sconfitto Jerry "The King" Lawler per Sottomissione Tecnica                     | Single match                                                                              | 00:35  |
| 2 | Kurt Angle ha sconfitto Randy Orton per sottomissione                                   | Single match                                                                              | 15:07  |
| 3 | Little Guido e Tony Mamaluke (con Big Guido) hanno sconfitto Super Crazy e Tajiri       | Extreme rules tag team match                                                              | 12:24  |
| 4 | Rey Mysterio (c) vs. Sabu è terminato in no contest                                     | Extreme rules match per il World Heavyweight Championship                                 | 09:10  |
| 5 | Edge, Mick Foley e Lita hanno sconfitto Terry Funk, Tommy Dreamer e Beulah McGillicutty | Extreme rules mixed tag team match                                                        | 18:45  |
| 6 | Balls Mahoney ha sconfitto Masato Tanaka                                                | Extreme rules match                                                                       | 05:03  |
| 7 | Rob Van Dam ha sconfitto John Cena (c)                                                  | Extreme rules match per il WWE Championship Rob Van Dam ha incassato il Money in the Bank | 20:40  |